# Федеральное министерство труда и социальных вопросов Германии
 Федеральное министерство труда и социальных вопросов Германии (нем.  Bundesministerium für Arbeit und Soziales, BMAS)  — одно из министерств Германии. Штаб-квартира министерства находится в Берлине, а в Бонне находится его важный второй офис. В Берлине министерство занимает сохранившийся корпус Орденского дворца.

## История
Министерство было основано в 1949 г. как Федеральное министерство труда (нем.  Bundesministerium für Arbeit); затем было переименовано в Федеральное министерство труда и социальных вопросов (нем.  Bundesministerium für Arbeit und Sozialordnung). Между 2002 и 2005 гг. функции министерства были разделены и переданы Федеральному министерству экономики и труда (нем. Bundesministerium für Arbeit und Sozialordnung) и Министерству здравоохранения и социального обеспечения (нем.  Bundesministerium für Gesundheit und Soziale Sicherung). В 2005 г. Федеральное министерство труда и социальных вопросов было восстановлено и переименовано в Федеральное министерство труда и социальных вопросов.